# Tinajo
Tinajo (municipality) település Spanyolországban, Las Palmas tartományban. Tinajo San Bartolomé, Teguise, Tías és Yaiza községekkel határos. Lakosainak száma 6865 fő (2024).

## Népesség
A település népessége az elmúlt években az alábbi módon változott:
| Lakosok száma | 4670 | 5123 | 5588 | 5837 | 5716 | 5808 | 6028 | 6279 | 6573 | 6865 |
|               | 2001 | 2004 | 2007 | 2009 | 2012 | 2014 | 2017 | 2019 | 2022 | 2024 |